# 岩切剣一郎
岩切 剣一郎（いわきり けんいちろう、1972年12月21日 -　）は日本の建築家、クリエイティブデザイナー。一級建築士。

## 来歴
宮崎県宮崎市佐土原町に生まれる。宮崎県立佐土原高等学校から東京製図専門学校へ進学した。
神奈川県座間市のゼネコン中村工務店で建築の現場監理を学ぶ。
2002年, 設計事務所「ネイチャーデコール]」に入社する。2009年にエイ出版社に入社し、新事業の建築デザイン事業部長に就任した。
2010年に「カリフォルニア工務店」を立ち上げ、住宅業界に「カリフォルニアスタイル」といった西海岸スタイルのジャンルを作る。2014年雑誌「カリフォルニアスタイル」を創刊し、プロデューサーとして関わる。
2018年ムック本「宮崎本」を発刊し、宮崎市のPRに取り組む。
2020年「株式会社ケンロック」を設立した。